# Joschka Langenbrinck

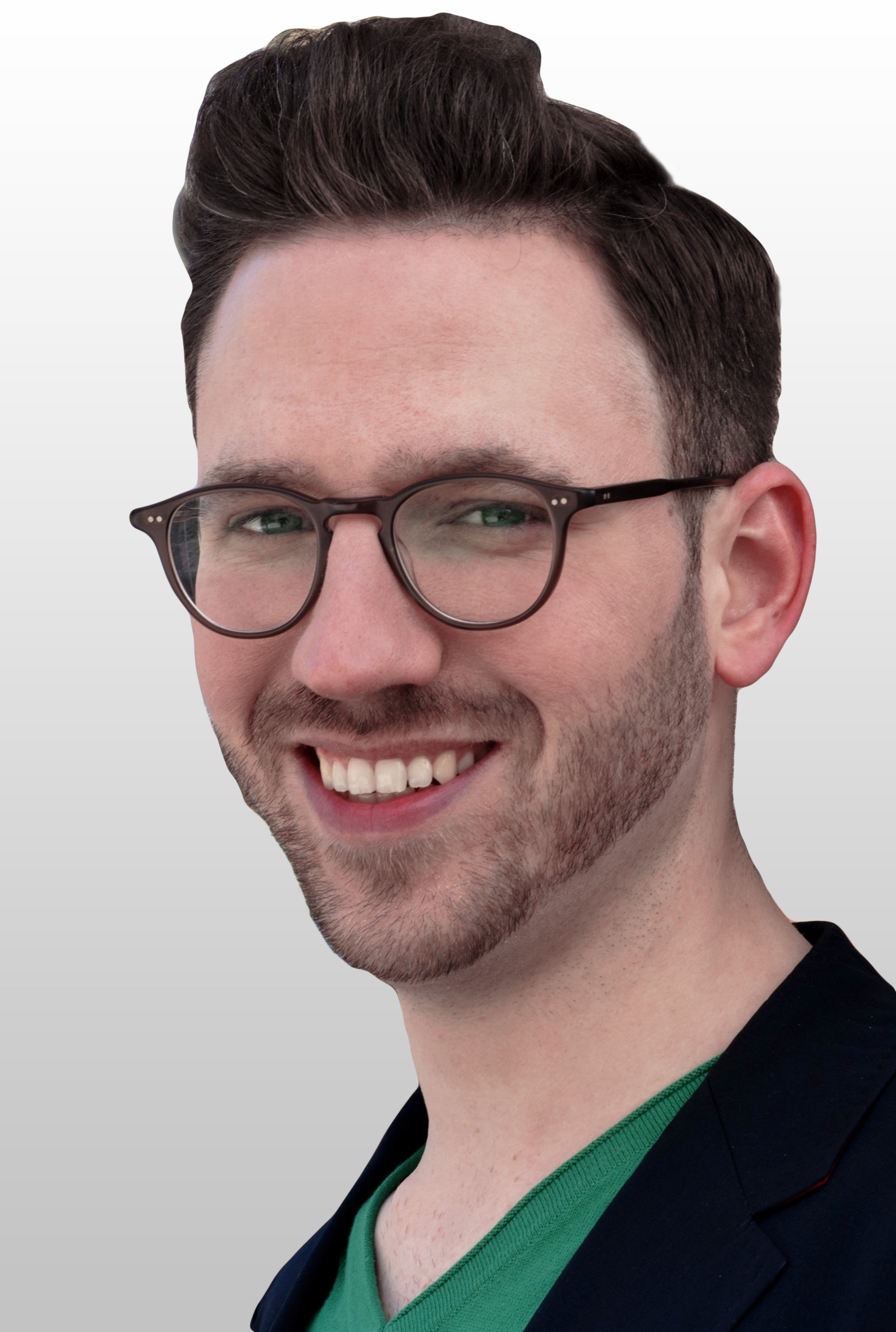
Joschka Langenbrinck

Joschka Langenbrinck (* 30. April 1985 in Willich) ist ein ehemaliger deutscher Politiker (SPD), ehemaliges Mitglied im Abgeordnetenhaus von Berlin und ehemaliger Berater für die Beratungsgesellschaft des Lobbyisten und ehemaligen CDU-Politikers Ole von Beust.

## Leben
Langenbrinck legte im Jahr 2004 das Abitur ab und leistet von 2004 bis 2005 Zivildienst. In den Jahren 2005 bis 2013 studierte er Politikwissenschaft auf Diplom an der Universität Potsdam. 2002 bis 2005 war er Mitarbeiter im Marketing. Von 2005 bis 2006 war er Mitarbeiter von Martin Matz (SPD). Von 2006 bis 2010 Langenbrinck Mitarbeiter der Parlamentariergruppe „Aufbruch Berlin“ und von 2010 bis März 2015 Mitarbeiter von Wolfgang Tiefensee (SPD). Er ist ehemaliger Prokurist und Referent für Wirtschaftspolitik des Wirtschaftsforums der SPD.
In den Jahren 2019 bis 2020 war Langenbrinck als Politikberater für die Beratungsgesellschaft von Ole von Beust tätig, für die er als Senior Berater u. a. für Wirecard zuständig war.

## Politik
Seit 2002 ist Langenbrinck Mitglied der SPD. Von 2006 bis 2007 war er Mitglied des Studierendenparlaments und von 2007 Mitglied des AStA der Universität Potsdam. Im Jahr 2005 war er stellvertretender Vorsitzender SPD Willich. 2006 bis 2010 Mitglied des Landesvorstands der AG Migration der Berliner SPD. Seit 2008 stellvertretender Vorsitzender SPD Neukölln-Mitte. Seit 2010 Mitglied des Kreisvorstands SPD Neukölln. Seit 2008 Kreisdelegierter. Seit 2010 Landesparteitagsdelegierter.

## Mitglied des Abgeordnetenhauses von Berlin
Vom 27. Oktober 2011 bis zum 4. November 2021 war Langenbrinck direkt gewähltes Mitglied des Abgeordnetenhauses von Berlin für den Wahlkreis Neukölln 3. Er war ordentliches Mitglied in den Ausschüssen für Bildung, Jugend und Familie, Ausschuss für Wissenschaft und Forschung und Ausschuss für Bürgerschaftliches Engagement und Partizipation.